# Fernando Vérgez Alzaga
Fernando Vérgez Alzaga, L.C. (Salamanca, 1 de março de 1945) é um cardeal espanhol da Igreja Católica, presidente da Pontifícia Comissão para o Estado da Cidade do Vaticano e do Governo da Cidade do Vaticano.

## Biografia
Em 25 de dezembro de 1965 emitiu os votos perpétuos na Congregação dos Legionários de Cristo e foi ordenado padre em 26 de novembro de 1969, pelo cardeal Ildebrando Antoniutti.
Obteve a licenciatura em filosofia e teologia pela Pontifícia Universidade Gregoriana e o diploma da Escola de Arquivistas do Arquivo Secreto do Vaticano. Em 1 de agosto de 1972 começou seu serviço junto à Santa Sé na Congregação para os Institutos de Vida Consagrada e as Sociedades de Vida Apostólica; em abril de 1984 foi transferido para o Pontifício Conselho para os Leigos; em junho de 2004 foi nomeado Chefe do Escritório do Escritório de Internet da Santa Sé; finalmente, em 10 de janeiro de 2008, foi nomeado Diretor da Direção de Telecomunicações do Estado da Cidade do Vaticano.
Em 30 de agosto de 2013, foi nomeado Secretário Geral do  Governadoria da Cidade do Vaticano. Em 15 de outubro do mesmo ano, foi nomeado como bispo titular de Vilamagna de Proconsular e foi consagrado na Basílica de São Pedro em 15 de novembro, pelo Papa Francisco, coadjuvado por Giuseppe Bertello, presidente da Pontifícia Comissão para o Estado da Cidade do Vaticano e por Brian Farrell, L.C., secretário do Pontifício Conselho para a Promoção da Unidade dos Cristãos.
Em 8 de setembro de 2021, foi nomeado como presidente da Pontifícia Comissão para o Estado da Cidade do Vaticano e do Governo da Cidade do Vaticano e elevado à categoria de arcebispo, o que foi efetivado em 1 de outubro do mesmo ano.
Durante o Regina Caeli de 29 de maio de 2022, o Papa Francisco anunciou sua criação como cardeal no Consistório realizado em 27 de agosto. Recebeu o anel cardinalício, o barrete vermelho e o título de cardeal-diácono de Nossa Senhora da Misericórdia e Santo Adriano em Villa Albani.